# 自殺の対人関係理論
自殺の対人関係理論はなぜ個人が自殺行動を取るのかを説明し、そして誰に自殺のリスクがあるのかを特定しようとするものである。トマス・ジョイナーによって考案され、Why People Die By Suicide（人はなぜ自殺するのか）で概説された。理論は自殺企図につながる3つの要素から構成される。理論によれば、所属感の減弱と負担感の知覚が自殺願望を生む。自殺願望は必須ではあるが、それだけでは自殺による死にはつながらない。むしろ、死への自然な恐れを乗り越えるには、自殺への潜在能力を身に着けている必要があるとジョイナーは言う。
これまで多くのリスク要因が自殺行動に紐づけられており、それらの確立されたリスク要因をまとめる、自殺に関する理論が多くある。しかし、それらの理論のほとんどが、自殺の対人関係理論ほどには自殺行動に関連するすべての現象を説明できていない。自殺の対人関係理論の他の強みは、経験的に検証可能なことである。自殺の対人関係理論は反証可能なように作られている。多くの研究が自殺の対人関係理論を部分的に支持している。具体的に言うと、自殺の対人関係理論を用いた66の研究に対するシステマティックレビューでは、自殺を考えることに対する負担感の知覚による影響が、もっとも検証され支持された関係である。決定的な（危険な）相互作用という面からの別の予測は、あまり強く支持されていない。

## 自殺願望

### 所属感の減弱
他人から受け入れられているという所属感は、個人の心理的健康と幸福に必須な基本的な欲求と考えられている。より他人と結びついていること（所属の要素）は自殺のリスクを下げると示されてきた。より具体的に言うと、結婚していること、子供がいること、多くの友人がいることは、自殺行動のリスクが低いことと関連している。さらに、「協力する」（スポーツイベントやお祝いで集まる）ことは防止効果を持っていることが示されている。例えば、スーパーボウルがある日曜日は、他の日曜日よりも自殺率が低く、スポーツチームのファンであることから生まれる人とのつながりが、個人の所属感を上げるとされている。反対に、他人とつながりがないことは、自殺した人が死の前に多く伝えることである。

### 負担感の知覚
負担感の知覚は人が他人や社会の負担であるという考えである。ジョイナーは負担感の知覚を「私が死ぬことは私が生きるよりも価値がある」と記述した。失業、医療・健康問題、そして受刑が、人が他人への負担となっていると感じる状況の例である。負担感は「知覚されている」こと、そして間違った考えであることが多いことを強調するのは重要である。理論によると、所属感の減弱と負担感の知覚のふたつが一緒になって自殺願望を生む。

## 身についた自殺潜在能力
ジョイナーはこれを「身についた」潜在能力と呼ぶ、なぜなら生まれつきの能力ではないからである。反対に、自殺行動をとる能力は人生経験を通して獲得される。死の恐怖は生まれつきの強い本能である。自殺の対人関係理論によると、肉体的な痛みや挑発的な人生経験にさらされると、大胆不敵さや痛みへの鈍感さにつながることが多いので、死への恐怖感が弱まる。これらの経験には、子供時代のトラウマや、トラウマ的な出来事を目撃すること、重病を患うこと、自傷行為 を取ることなどが含まれる。
これらの行動は痛みを伴う刺激に対して鈍感になっていく作用をもたらし、自殺行動を取る能力を高めるとされている。この点は自殺未遂や自殺による死亡の可能性が高い個人を特定する上で重要である。たとえば、特定の職業（兵士、外科医、警察官）は身体的苦痛や挑発的な経験にさらされている。より具体的には、戦闘経験のある兵士は、重傷にさらされたり、他人の死を目撃したりしている可能性が高く、痛みを伴う経験に対する恐怖に慣れている。これは、兵士の自殺率が高いことを示すデータと一致している。さらに、過去の自殺未遂は将来の自殺未遂の予測因子の第1位であることがわかっている。これはジョイナーの理論と一致している。自殺を試みる人は死の恐怖に慣れてしまい、その恐怖が弱まることでその後も自殺を試みる可能性がより高くなる。

## 含意
大規模な人口ベースのコホート調査研究は、所属感の減弱と負担感の知覚の相互作用が自殺願望を予測し、そして自殺願望と自殺潜在能力が自殺企図と実際の自殺を予測する、という点で自殺の対人関係理論を支持している。
自殺の対人関係理論は、自殺リスクの増加に対して臨床医が評価すべき因子と、予防・治療の対象とすべき因子を明らかにしている。さらに、この理論は科学者に将来の研究の道を提供している。